# Stanoviště velitele

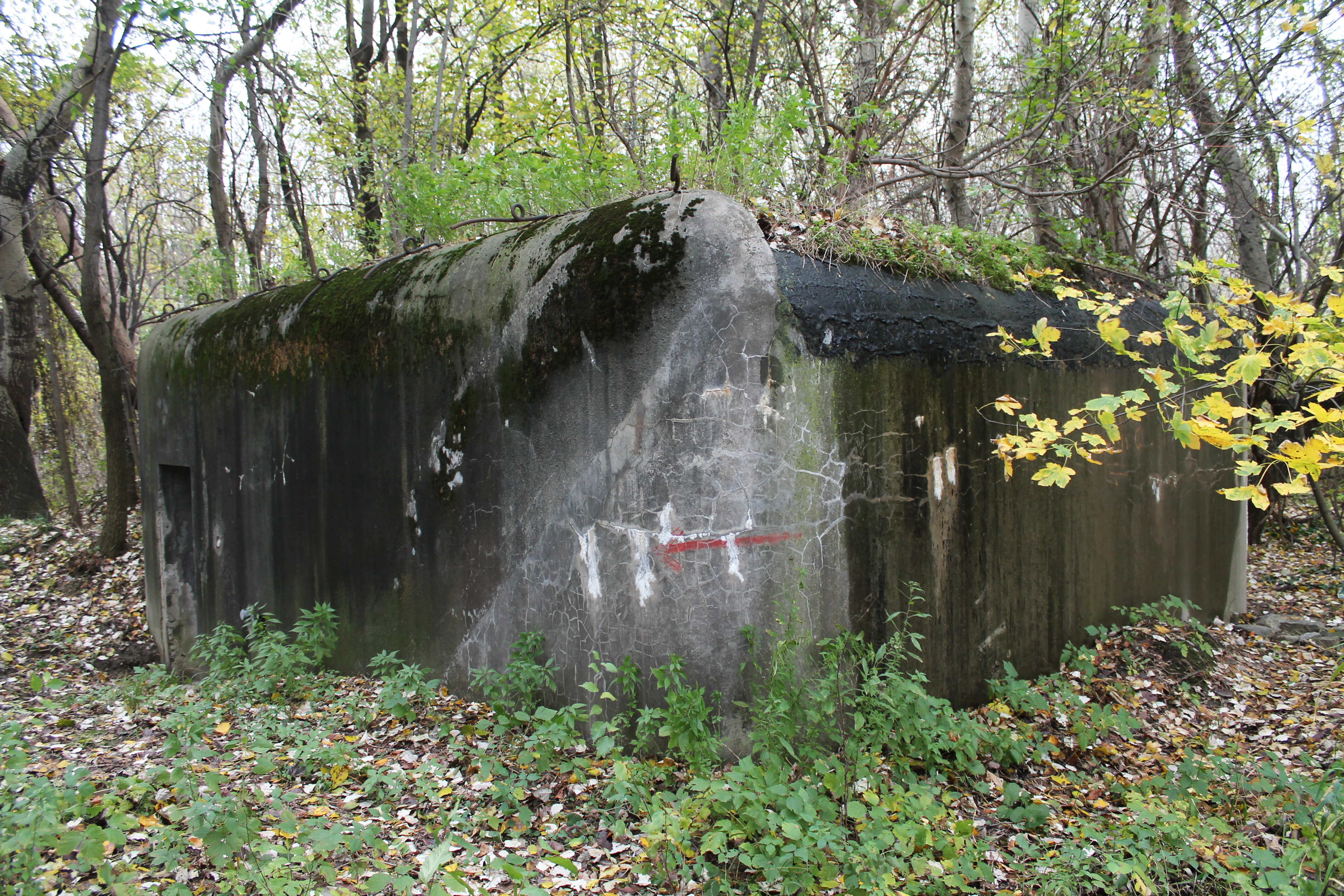
Stanoviště velitele B-SV 4 v prostoru bratislavské Petržalky

Stanoviště velitele úseku těžkého opevnění budovaného v rámci československého opevnění. Tato stanoviště se umísťovala do vybraných budov nebo pro tento účel postavených chat blízkých obcí ležících za linii těžkého opevnění.

## Popis
V projektech se jednalo o dvoupatrovou budovu, stavěnou v I. stupni odolnosti. Často obsahovala i kuchyň. Obranu okolí objektu zajišťovaly lehké kulomety ve zvonech a střílnách pod betonem. Stanoviště velitele bylo umístěno zároveň s místním spojovatelem v týlovém patře objektu. Ostatní místnosti týlového patra jsou shodné s místnostmi v pěchotním srubu.
Horní patro sloužilo jako obvaziště, kuchyně a sklad proviantu. V tomtéž patře také měl ubikace zdravotní personál. Do objektu vedly dva vchody, první byl lomený a shodný s tím u pěchotního srubu a druhý byl přímý vedoucí do obvaziště. V této místnosti bylo místo až pro 14 raněných. Po první pomoci poskytnuté na obvazišti by byli ranění převezeni do nemocnice do vnitrozemí.

## Vybudované objekty
Z důvodu přednosti bojových objektů, se žádný z objektů nikdy nepostavil. Výjimku tvoří čtyři podstatně zjednodušená velitelská stanoviště, která byla zbudována na bratislavské ŽS. Jednalo se o jednopatrové objekty. Jedinou ochrannou, kterou objekt disponoval, byla střílna v pancéřových dvířkách a granátový skluz. Interiér objektu vyplňovaly 3 místnosti pro velitele, spojovatelna a ubikace stráží. Pro pozorování objektu byly ve dvou objektech instalovány periskopy. 3 objekty se dochovaly, čtvrtý byl zbourán v 70. letech.